# Fédération australienne des femmes électrices
La Fédération australienne des femmes électrices, en anglais Australian Federation of Women Voters (AFWV), est une organisation féministe australienne. Elle est fondée en 1921 sous le nom d'Australian Womens Register puis est renommée en 1924. Elle disparaît en 1974.

## Histoire
Également connue sous le nom de Fédération australienne des sociétés féminines pour l'égalité de citoyenneté (Australian Federation of Women's Societies for Equal Citizenship), l'organisation est fondée en tant que groupe de pression national dans l'intérêt des droits des femmes, après l'obtention du suffrage. « Pendant trois décennies, elle était à l'avant-garde du mouvement progressiste des femmes en Australie ». La fédération avait une publication officielle, intitulée The Dawn, qui existait depuis 1918. Parmi les combats remportés par l'AFMV, on compte :
- Le fait qu'une femme devienne la déléguée de l'Australie à l'Assemblée de la Société des Nations en 1922 ;
- La nomination de femmes liées à l'AFMV à l'Assemblée de la Société des Nations en 1928, 1935 et 1936 ;
- En 1937, l'AFWV a compilé un mémorandum sur le statut de la femme, montrant que la discrimination sexuelle était endémique dans la législation australienne. Le rapport a été joint en annexe au rapport préparé par le gouvernement sur le même sujet et transmis au secrétariat de la Société des Nations. En 1947, l'AFWV prépare un deuxième document sur la condition féminine.

## Organisation
Discutée pour la première fois lors de la conférence nationale triennale de la Woman's Christian Temperance Union à Perth en 1918, l'idée de créer l'AFWV se concrétise juste après le rassemblement suivant à Melbourne en 1921. Bessie Rischbieth (Australie-Occidentale) est élue présidente et Elizabeth Nicholls (Australie-Méridionale), Annie Carvosso (en) (Queensland) et Mary Jamieson Williams (Nouvelle-Galles du Sud) sont élues vice-présidentes.
Parmi les présidentes ultérieures de l'AFWV figure notamment la travailleuse sociale Amy Grace Wheaton (en), qui a été présidente de 1951 à 1954.
L'AFWV existe jusqu'en 1974. Elle est largement remplacée par le Lobby électoral des femmes (en) à partir de 1972.